# Carl August Ludwig von Binzer
Carl August Ludwig von Binzer (* 30. Dezember 1823 in Sandwig; † 13. September 1903 in Altona) war ein deutscher Forstmeister.

## Leben
Von Binzer war der Sohn des Oberförsters Moritz Philipp von Binzer und dessen Frau Ulrikka Nicolette, geb. Rosenkrantz. Er verbrachte seine Kindheit in Sandwig und Schwarzenbek. Sein Studium der Forstwissenschaft in Kopenhagen schloss er 1846 ab. 1848 trat er als Freiwilliger in die Schleswig-Holsteinische Armee ein. Ab 1851 war von Binzer Beamter bei der holsteinischen Forstrevision, 1852 wurde er Revierverwalter von Anker in Lauenburg. Er blieb in Lauenburg angestellt, hatte seinen Amtssitz zunächst in Brunstorf bei Schwarzenbek und seit 1859 in Mölln. 1864 stieg er dann zum Forstmeister des Herzogtums Schleswig auf, 1868 wurde er Forstmeister der Forstinspektion Arnsberg-Meschede im Hochsauerland, bevor er 1874 nach Ortelsburg in Ostpreußen versetzt wurde.
Carl August Ludwig von Binzer veröffentlichte mehrere forstwissenschaftliche Werke, von denen einige mehrere Auflagen erlebten.
Von Binzer war zwei Mal verheiratet. Zunächst heiratete er 1853 Jacobine Margaretha Bernhardine Thomsen (1823–1874), aus der Ehe gingen zwei Kinder hervor, unter ihnen die Lehrerin und Schriftstellerin Jacobine, genannt Ine, verheiratete von Bentivegni. Aus Binzers zweiter Ehe mit Clara Haverland, geb. Voigt, gingen drei Kinder hervor.

## Veröffentlichungen
- Hülfs-Tafeln zum Gebrauche für prakt. Forstbeamte und Waldbesitzer. Selbstverlag, Arnsberg 1871.
- Sammlung der wichtigsten Instruktionen, Regulative, Verordnungen ... für kgl. preussische Forstschutzbeamte nebst des Gesetzes über den Waffengebrauch der Forst- und Jagdbeamten vom 31. März 1837 mit Instruktionen. Ritter, Arnsberg 1871.
- Die Oberaufsicht des Staates über die Waldungen der Gemeinden und öffentlichen Anstalten. Sauerländer, Frankfurt a. M. 1876.
- Insekten-Kalender: Lebensphasen und Fraßperioden der wichtigsten schädlichen Forstinsekten. Wiegandt, Hempel & Parey, Berlin 1878.
- Schädliche und nützliche Forstinsekten. Wiegandt [u. a.], Berlin 1880.
- Instinkt, Verstand und Geist bei Menschen und Thieren. Henninger, Heilbronn 1884 (Zeitfragen des christlichen Volkslebens; 9,5).
- Die Ueberschwemmungen an der Unterelbe im Frühjahr 1888. In: Mitteilungen der Geographischen Gesellschaft in Hamburg (1887/88), S. 1–58 (Digitalisat).
- Holzpflanzen-Kalender für Forstmänner. Voigt, Leipzig um 1870.